# Minoo Mohraz
Minoo Mohraz (en persan : مينو محرز, née le 19 janvier 1946) est une médecin iranienne, chercheuse et spécialiste du SIDA. Elle est professeure en maladies infectieuses à l'Université des sciences médicales de Téhéran. Elle aussi directrice du Centre iranien pour le VIH / SIDA et elle est considérée comme la première experte de son pays dans ce domaine.

## Biographie
Mohraz naît à Téhéran, en Iran, le 19 janvier 1946. Elle est diplômée de l’École de médecine de Téhéran en 1970 et termine sa formation en santé publique spécialisée en maladies infectieuses en 1973. Elle est nommée professeure en maladies infectieuses à l'Université des sciences médicales de Téhéran la même année. 
Mohraz est une ardente militante qui soutient la communauté du VIH / SIDA en Iran, faisant pression sur les politiciens et les religieux pour encourager les campagnes de sensibilisation sur la maladie. En 2001, Mohraz est interviewée par la télévision nationale iranienne pour informer sur le comportement sexuel et le VIH / SIDA. Sa condition préalable à cet entretien était que son discours ne soit pas censuré. Au cours de son discours, Mohraz utilise le mot « préservatif » en direct, malgré le fait que le mot soit interdit sur les médias de radiodiffusion.  
L'approche pragmatique de Mohraz du VIH / sida, son identité laïque, la promotion de campagnes de sensibilisation du public et l'encouragement de pratiques sexuelles plus sûres l'amènent à devenir une figure du mouvement de lutte contre le sida en Iran.  
En 2007, Mohraz est considérée comme l'experte médicale iranienne sur le VIH / SIDA. Elle dirige la plus grande clinique du pays spécialisée sur ce virus, au sein du Complexe hospitalier Imam Khomeini à Téhéran.  
Lors de la pandémie de Covid-19 en Iran, elle est nommée membre du comité de lutte contre le coronavirus. Le 14 mars 2020, les médias iraniens annoncent qu'elle est infectée par le SARS-CoV-2, le virus responsable de la maladie à coronavirus 2019.

## Recherche
Mohraz contribue à de nombreuses publications dont 280 sont répertoriées en 2020. Elle constate que le nombre important de détenus de sexe masculin ayant des relations sexuelles avec d'autres détenus dans les prisons iraniennes, augmente considérablement le risque de transmission du VIH,. Sous sa direction, le Centre iranien de recherche sur le VIH / sida développe un médicament immuno-modulateur (IMOD) composé de sept herbes iraniennes indigènes, à utiliser comme médicament d'appoint avec les médicaments antirétroviraux HAART chez les patients infectés par le VIH.  